# 4191 Assesse
4191 Assesse (1980 KH) là một tiểu hành tinh vành đai chính được phát hiện ngày 22 tháng 5 năm 1980 bởi Henri Debehogne ở La Silla.